# Faro de Tamara
El Faro de Tamara (en francés: Phare de Tamara o bien Faro de la Isla Tamara) es un faro en la costa del país africano de Guinea. Fue construido en la Isla Tamara (Île Tamara), más afuera de las islas de Los, en 1906, y ha estado activo desde entonces. Además, es el faro de recalada de Conakri. La propia torre del faro se encuentra a sólo 33 pies (10 m) de altura, sin embargo, ya que fue construido en la cima de una gran roca, su plano focal es considerablemente mayor, de unos 311 pies (95 m).